# Батавія (верф)
«Батавія» (нід. Bataviawerf) — верф і музей, присвячений історичному суднобудуванню, у нідерландському місті Лелістад, провінція Флеволанд. Верф розташована на березі озера Маркермер (колишня морська затока Зьойдерзее).

## Опис
Корабельня «Батавія» у місті Лелістад з'явилася у 1985 році, за ініціативи Віллема Фоса, будівника дерев'яних кораблів, який вирішив збудувати точну репліку корабля «Батавія». Згодом верф стала центром історичного суднобудування.
Основним експонатом верфі є репліка старовинного корабля «Батавія». Оригінальний корабель був збудований у 1628 році і належав Голландській Ост-Індійській компанії. Його відтворення почалося у 1985 році і закінчилося у 1995 році. Урочистий спуск на воду і хрещення корабля відбулися 7 квітня 1995 року за участі королеви Нідерландів Беатрікс.
При реконструкції суднобудівники намагалися якомога більше використовувати автентичні, старовинні методи і технології суднобудування. У 1995 році почалося будівництво нового експонату — репліки військового галеону «Сім Провінцій» (нід. «De Zeven Provinciën») 1665 року. Завершення будівництва заплановане на літо 2015 року.
Реконструкція суден XVII століття привернула значну увагу публіки. Верф стала популярним туристичним місцем і згодом перетворилася на своєрідний музей просто неба.
Окрім корабля «Батавія», який відкритий для відвідування, на території верфі діють кузня, де виробляють металеві елементи кораблів, майстерня з виготовлення такелажу, майстерня з різьблення по дереву, сувенірний магазин і ресторан. Відвідувачі можуть оглянути будівельний майданчик галеону «Сім провінцій», пройти майстер-класи і тренінги у майстернях, узяти участь у костюмованих шоу.

## Цікаві факти
- У 2014 році, з 25 червня по 4 липня, на території верфі «Батавія» проходили зйомки нідерландського пригодницького фільму «Michiel de Ruyter», який розповідає про життя видатного голландського флотоводця Михайла де Рюйтера.
- У 2006 році на верфі знімали фільм «Sinterklaas en het Uur van de Waarheid», а в 2007 році — «De Scheepsjongens van Bontekoe».

## Галерея

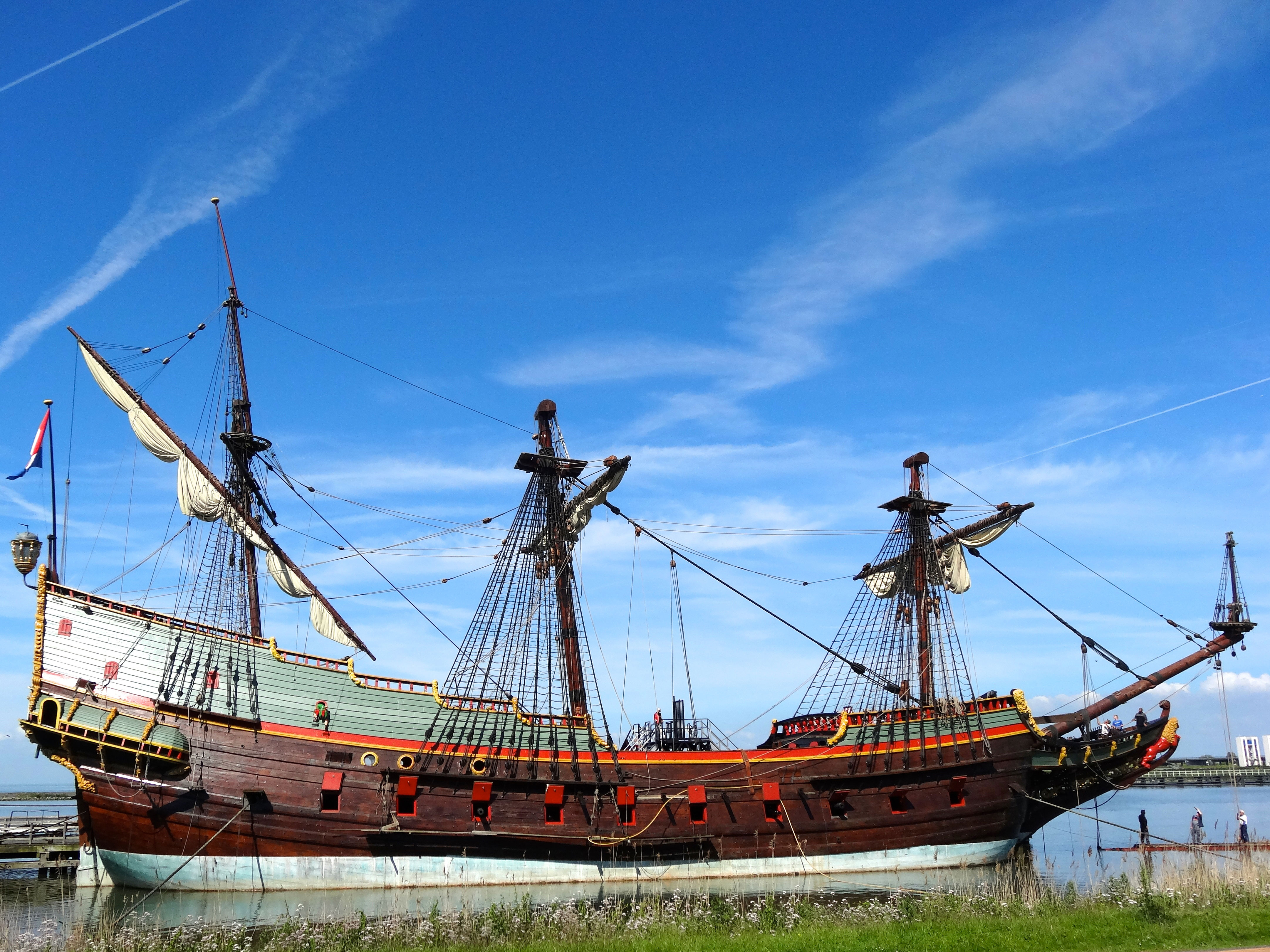
Корабель «Батавія»
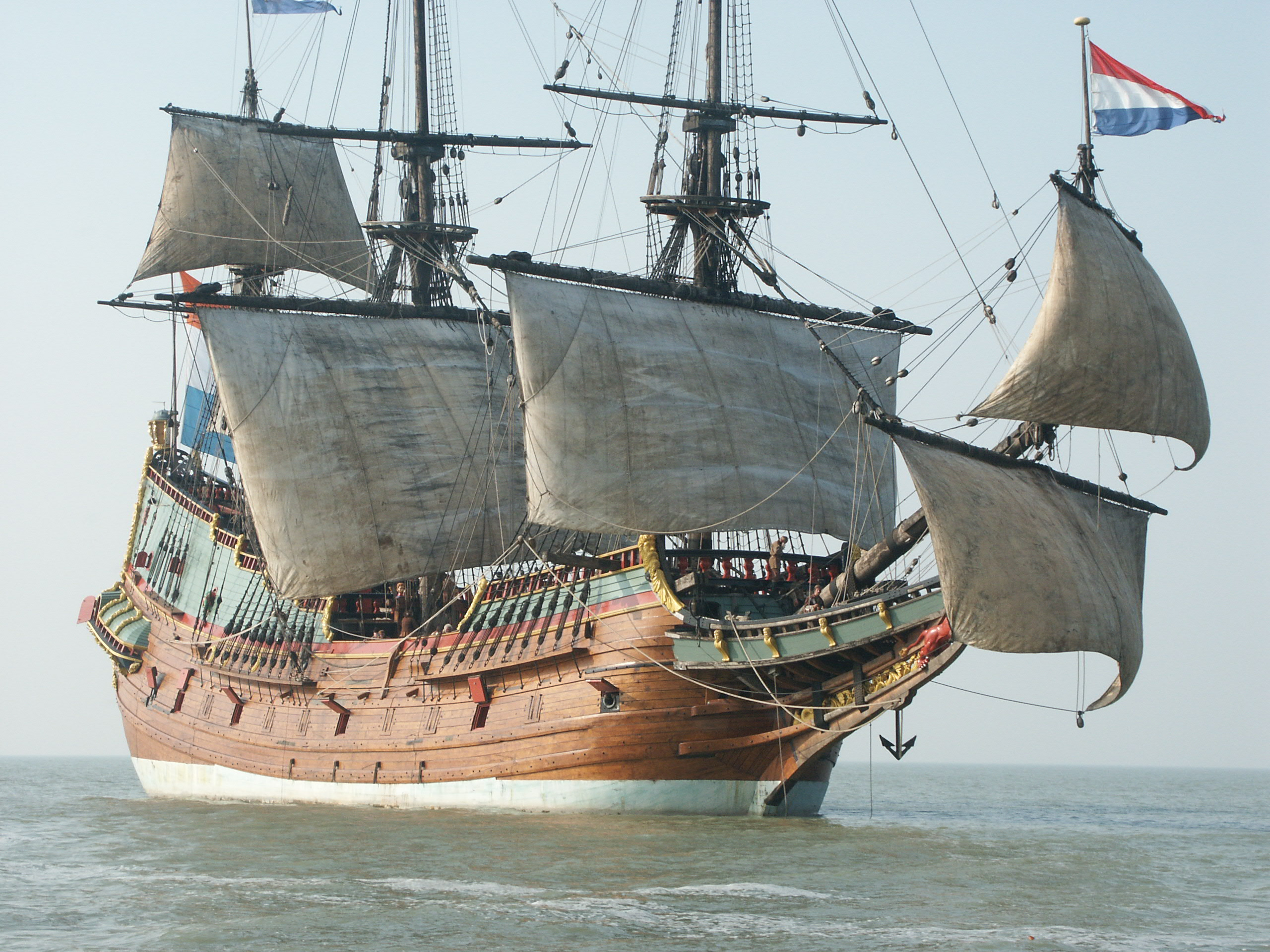
«Батавія» на зйомках фільму
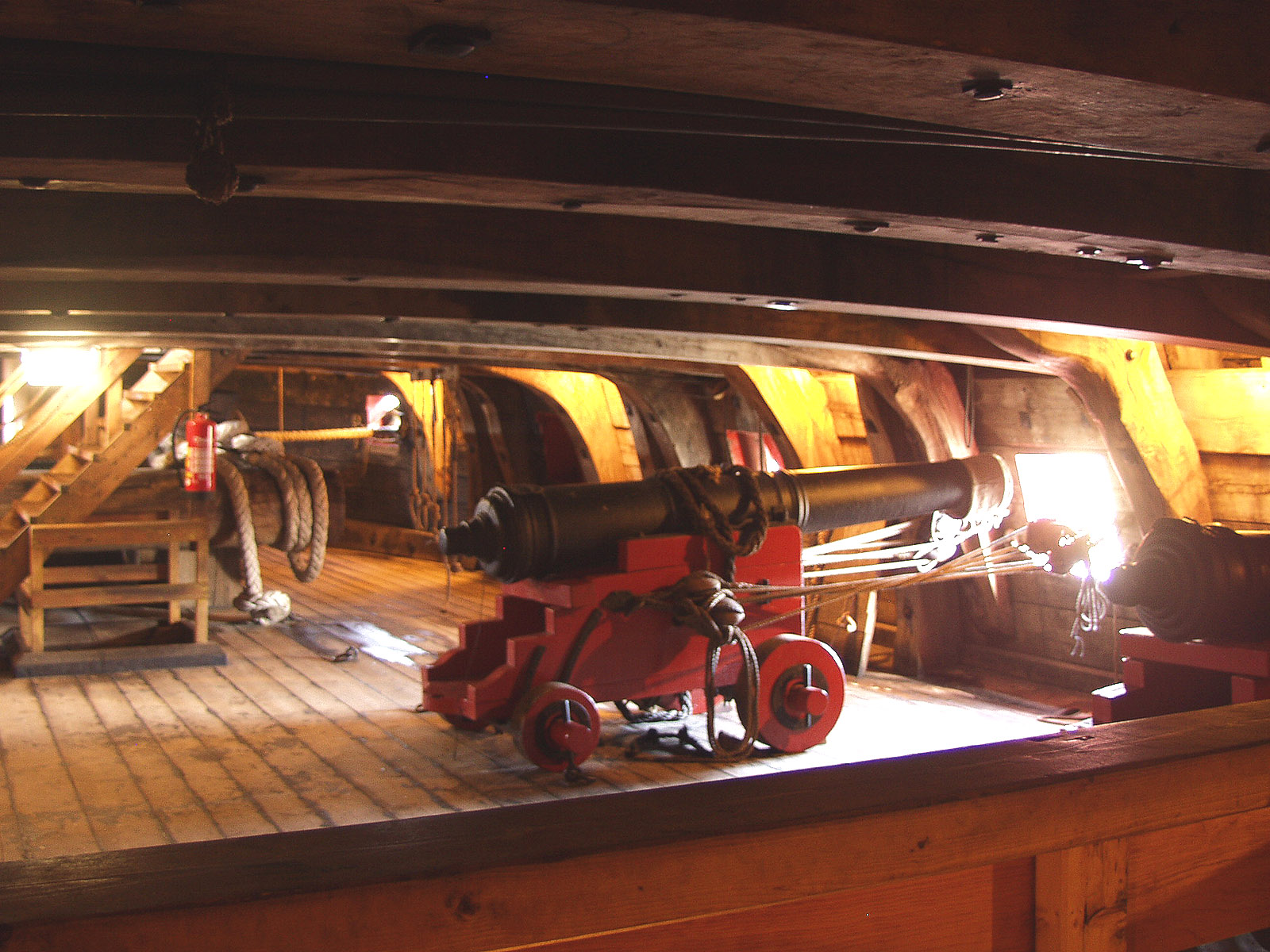
Чавунні гармати на «Батавії»
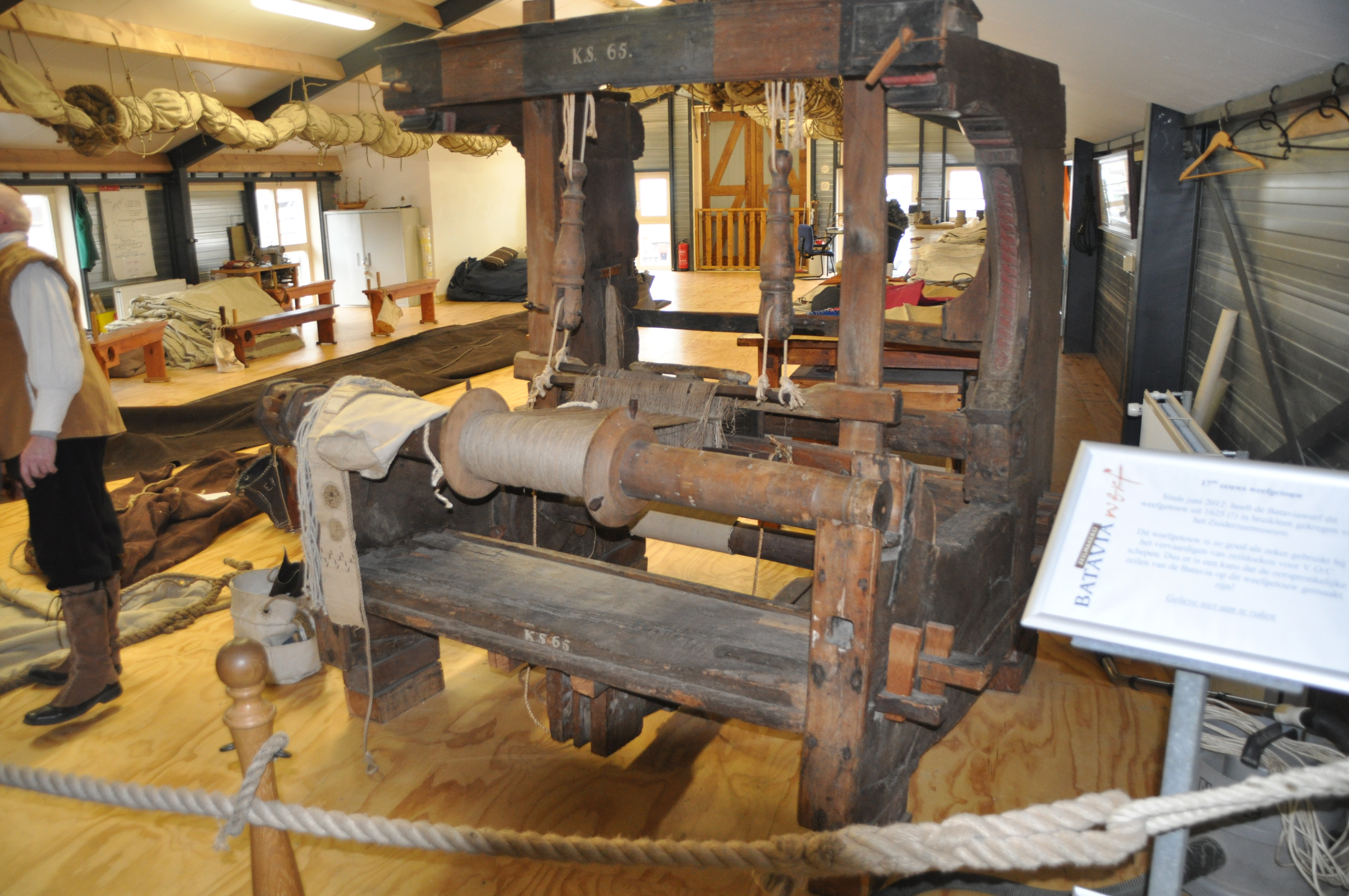
Одна з майстерень
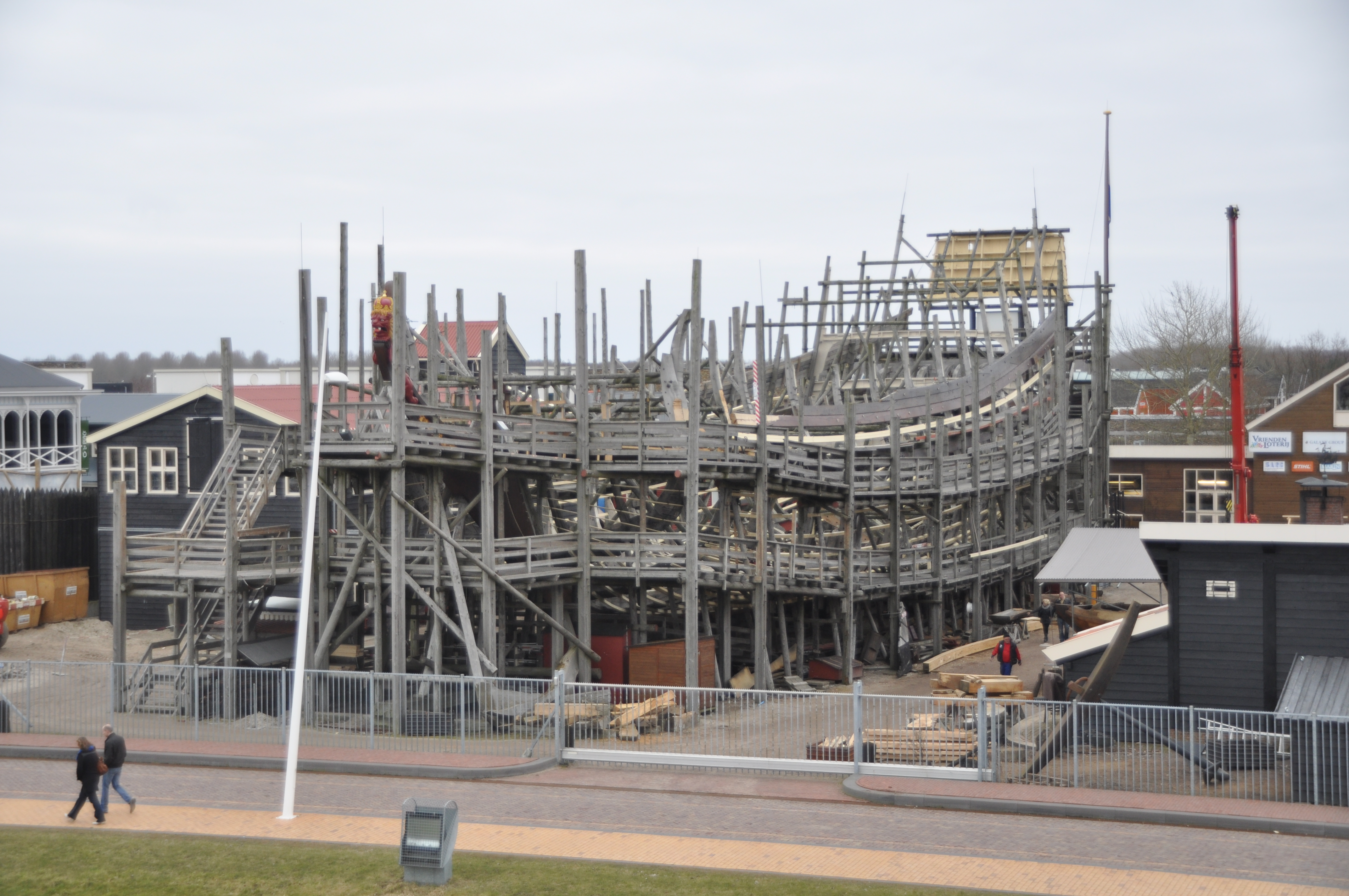
Будівництво корабля «Сім Провінцій»